# Трунёв, Максим Рудольфович
Макси́м Рудо́льфович Трунёв (7 сентября 1990, Кирово-Чепецк, Кировская область, РСФСР, СССР) — российский хоккеист, нападающий. Играл в нескольких клубах КХЛ.

## Биография
Родился 7 сентября 1990 года в Кирово-Чепецке. Воспитанник ДЮСШ местного хоккейного клуба «Олимпия» (первый тренер С. Ю. Лихачёв), затем вошёл в систему подготовки череповецкой «Северстали», в 2006 году попал в символическую сборную турнира «Mac’s AAA Midget» в Канаде. Игровую карьеру начал в юношеской «Северстали-2», выступавшей в первой лиге российского чемпионата.
В итоге драфта НХЛ 2008 года году был выбран в 5-м раунде под общим 138-м номером клубом «Монреаль Канадиенс». Также Трунёв был выбран под общим 3-м номером в драфте Канадской хоккейной лиги клубом WHL «Портленд Уинтерхоукс», а после исключения из первоначального списка — задрафтован клубом «Трай-Сити Американс».
С 2008 года являлся игроком основного состава «Северстали», параллельно регулярно привлекался к выступлениям в связанных череповецких клубах младших лиг — «Северстали-2» и «Алмазе».
Являлся участником неудачного для молодёжной сборной России чемпионата мира 2010 года.
Весной 2012 года перешёл в состав ярославского «Локомотива», кроме него в 2012—2014 годах играл в клубах КХЛ — владивостокском «Адмирале» и нижнекамском «Нефтехимике», а также в клубе ВХЛ «Дизель» из Пензы. В 2014 году вновь вернулся в «Северсталь». В 2017 году перешёл в московский «Спартак». 1 мая 2019 года после окончания контракта покинул «Спартак».
Сезон 2019/2020 начал в клубах КХЛ «Трактор» (с 24 сентября до 12 октября) и «Северсталь» (с 18 до 25 ноября, провёл 1 матч), но большую часть сезона играл в составе карагандинской «Сарыарки», выступающей в ВХЛ. Пропустив следующий сезон, возобновил карьеру в клубе Белорусской экстралиги «Шахтёр» из Солигорска, завоевавшем бронзовые медали чемпионата. С 2022 года играет в составе ташкентского клуба «Хумо», выступающем в Профессиональной хоккейной лиге Казахстана.

## Статистика
| Легенда | Легенда                    | Легенда | Легенда                   | Легенда | Легенда    |
| ------- | -------------------------- | ------- | ------------------------- | ------- | ---------- |
| И       | Количество проведённых игр | Штр     | Штрафное время            | +/−     | Плюс-минус |
| Г       | Голы                       | П       | Голевые передачи          | О       | Очки       |
| -       | Статистика неизвестна      | —       | Статистика не учитывалась |         |            |

### Клубная карьера
- a В этом сезоне в «Плей-офф» учитывается статистика игрока в Кубке Надежды.